# Bocca Chiavica
Bocca Chiavica è un piccolo agglomerato di case con una ventina di abitanti. Situata in riva al fiume Oglio, è posta sul confine di tre comuni - Gazzuolo, Viadana e Commessaggio - tutti in provincia di Mantova. Formalmente è l'unica frazione di Commessaggio.
È inserita nel territorio del Parco dell'Oglio Sud e nel circuito delle città d'arte del mantovano
In passato la località è stata sede di un caseificio e di un mulino situato sul fiume Oglio adibito alla macina dei cereali. Sono ancora visibili sul greto del fiume, nei periodi di secca, i resti dell'insediamento.